# Мелиоративное сельское поселение
Мелиорати́вное се́льское поселе́ние — муниципальное образование в Прионежском районе Республики Карелия Российской Федерации. 
Административный центр поселения и единственный населённый пункт — посёлок Мелиоративный.

## Население
| 2009  | 2010  | 2012  | 2013  | 2014  | 2015  | 2016  |
| ----- | ----- | ----- | ----- | ----- | ----- | ----- |
| 2430  | ↗2475 | ↘2407 | ↘2371 | ↘2347 | ↘2329 | ↘2312 |
| 2017  | 2018  | 2019  | 2020  | 2021  | 2023  |       |
| ↘2264 | →2264 | ↘2236 | ↘2211 | ↗2245 | ↘2173 |       |